# 薮内駅
薮内駅（スネえき）は大韓民国京畿道城南市盆唐区薮内洞にある、韓国鉄道公社（KORAIL）水仁・盆唐線の駅。駅番号は「K229」。

## 歴史
- 1994年9月1日 - 水西-梧里区間の開通とともに「草林駅」（초림역）として開業。
- 2002年9月25日 - 所在地の草林洞が薮内洞への統合で廃止され、それにあわせて現在の名前に改称。
- 2012年3月 - 副駅名「韓国ジョブワールド」追加。
- 2013年11月30日 - 盆唐線の急行の運行開始とともに急行停車駅になる。
- 2020年9月12日 - 水仁線の水原延伸により路線名が盆唐線から水仁・盆唐線に変更。
- 2023年6月8日 - 当駅でエスカレーター逆走事故。14名がけが[1][2]。

## 駅構造

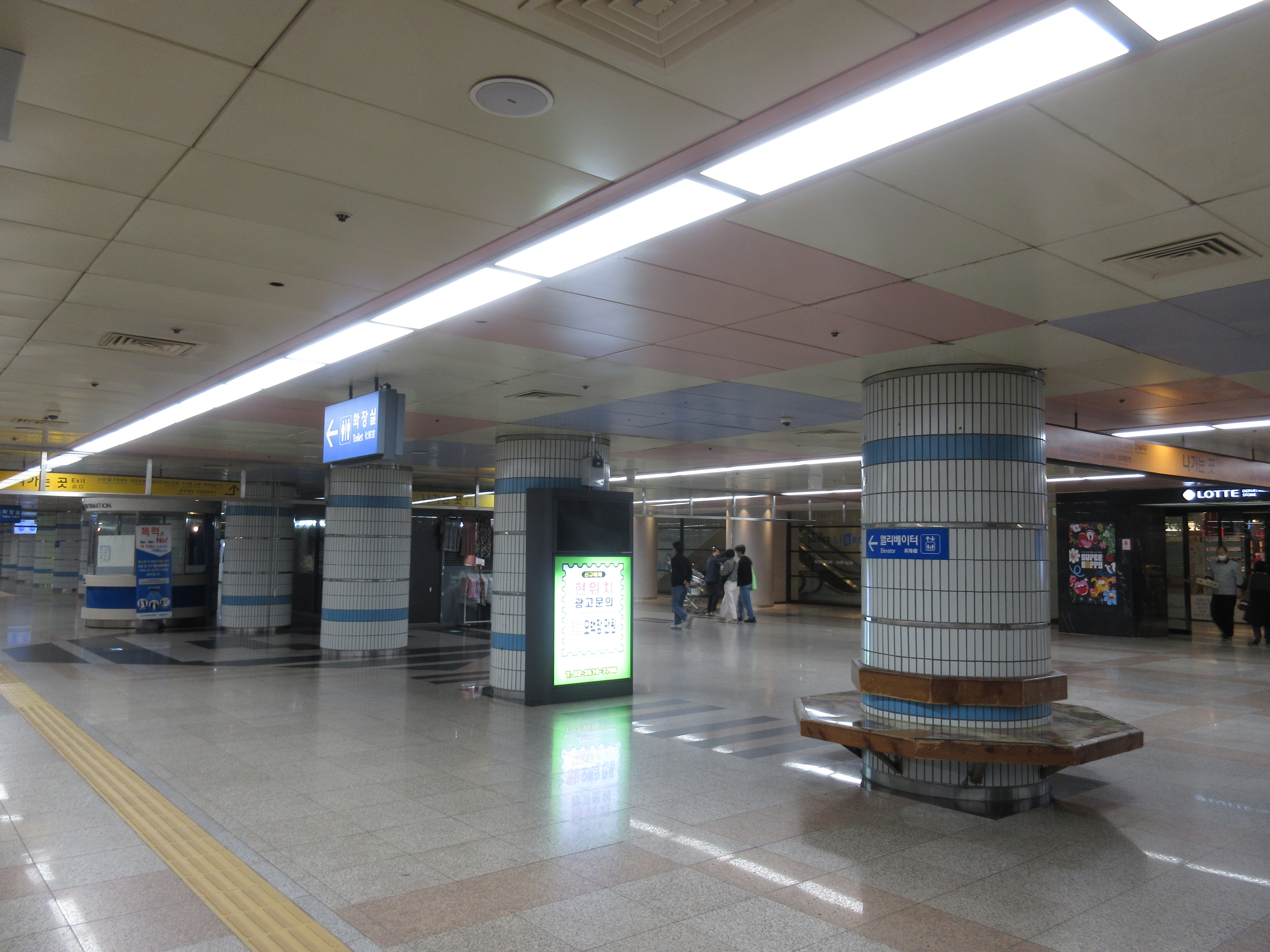
コンコース階（2022年4月26日）

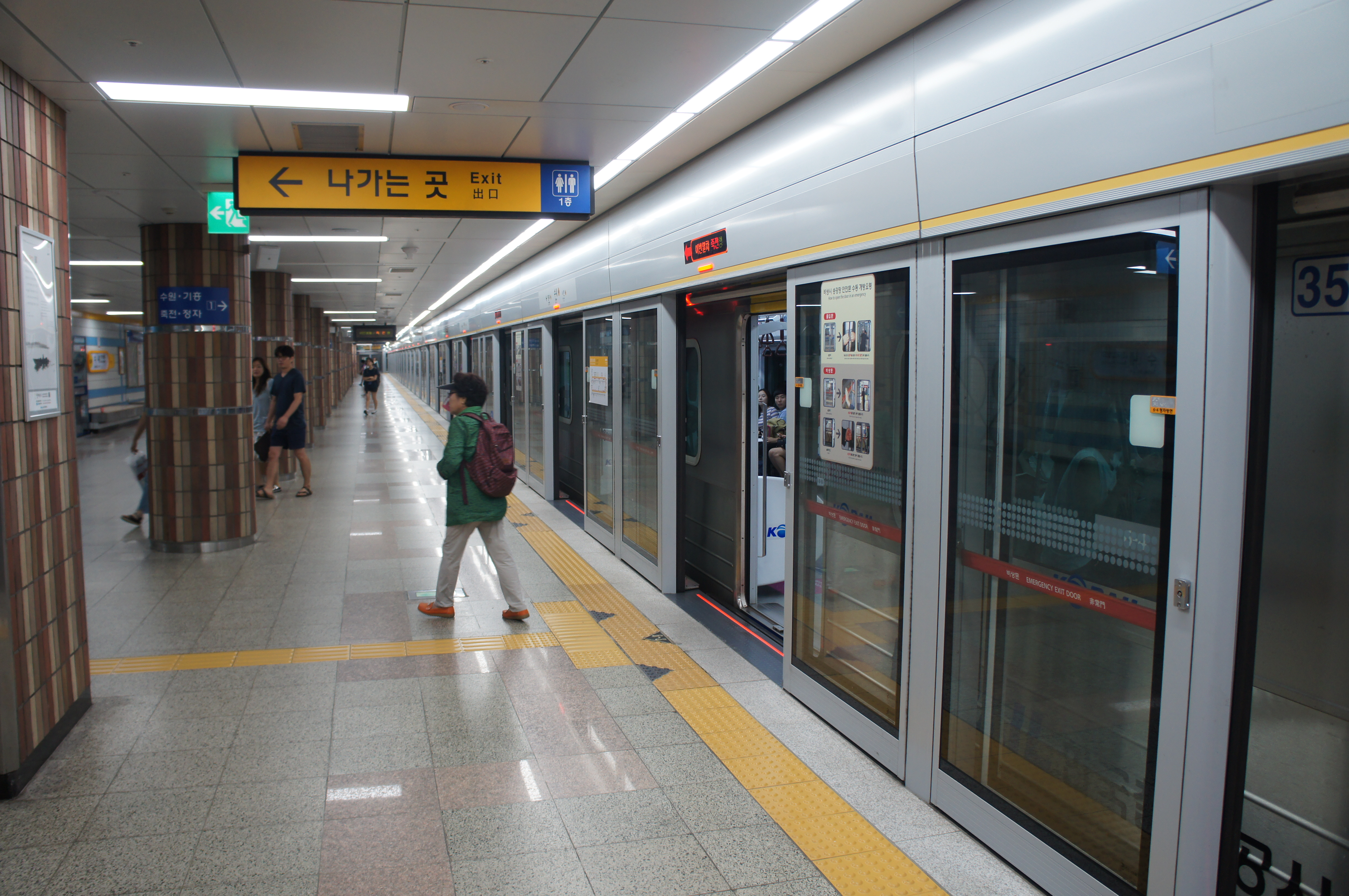
ホーム（2016年7月24日）

ロッテ百貨店盆唐店の真下に駅施設を有する、相対式ホーム2面2線の地下駅。渡り線を持ち、列車の折り返しが可能。改札口は書峴側と亭子側と二つある。ホーム行きエレベーターは書峴側の改札内にある。切符売り場と化粧室（改札外）は駅構内のほぼ真ん中に位置する。出口は4番までとロッテ百貨店連絡口があるが、外部の構造が2階構造になっていてややこしい。

### のりば
| 1 | 水仁・盆唐線 | 亭子・竹田・水原・仁川方面 |
| 2 | 水仁・盆唐線 | 牡丹・宣陵・往十里方面     |

## 利用状況
近年の一日平均乗車人員推移は下記の通り。
| 路線         | 路線     | 2000年 | 2001年 | 2002年 | 2003年 | 2004年 | 2005年 | 2006年 | 2007年 | 2008年 | 2009年 | 出典  |
| ------------ | -------- | ------ | ------ | ------ | ------ | ------ | ------ | ------ | ------ | ------ | ------ | ----- |
| 水仁・盆唐線 | 乗車人員 | 10,467 | 9,819  | 11,967 | 13,888 | 11,327 | 11,573 | 11,446 | 11,509 | 11,951 | 11,606 | [ 3 ] |
| 水仁・盆唐線 | 降車人員 | 8,140  | 8,492  | 12,418 | 13,124 | 11,118 | 11,712 | 11,602 | 11,650 | 12,090 | 11,793 | [ 3 ] |
| 路線         | 路線     | 2010年 | 2011年 | 2012年 | 2013年 | 2014年 | 2015年 | 2016年 | 2017年 | 2018年 | 2019年 | 出典  |
| 水仁・盆唐線 | 乗車人員 | 12,368 | 12,883 | 13,373 | 13,946 | 13,816 | 13,674 | 13,618 | 13,917 | 14,066 | 13,948 | [ 3 ] |
| 水仁・盆唐線 | 降車人員 | 12,509 | 13,014 | 13,556 | 14,080 | 13,932 | 13,781 | 13,690 | 14,016 | 14,069 | 13,887 | [ 3 ] |
| 路線         | 路線     | 2020年 | 2021年 | 2022年 |        |        |        |        |        |        |        |       |
| 水仁・盆唐線 | 乗車人員 | 10,117 | 10,600 | 11,937 |        |        |        |        |        |        |        |       |
| 水仁・盆唐線 | 降車人員 | 10,100 | 10,583 | 11,837 |        |        |        |        |        |        |        |       |

## 駅周辺

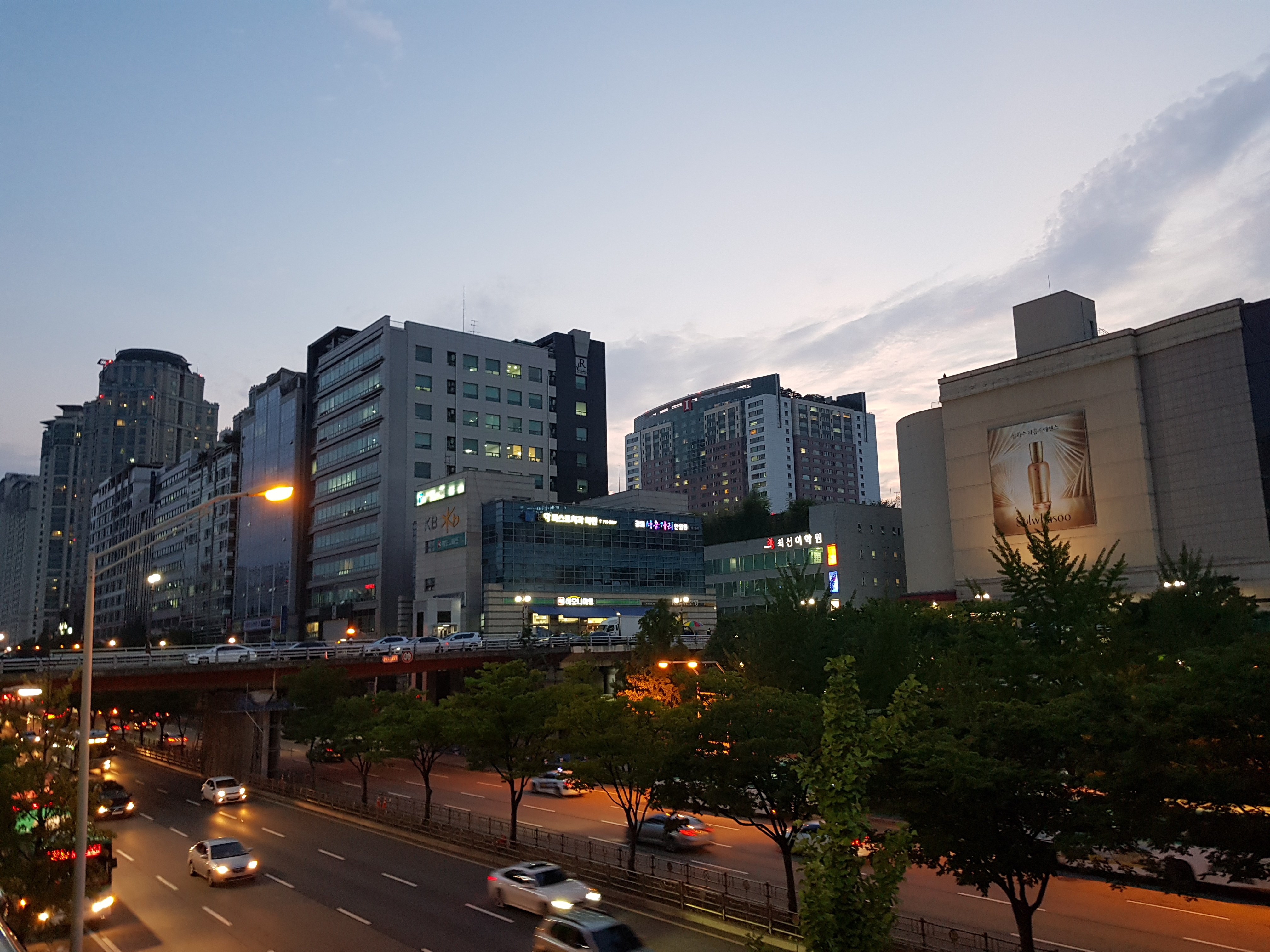
駅周辺全景（2019年8月7日）

当駅はロッテ百貨店の真下に位置する。駅付近はオフィスビルが多く建ち並んでいる。駅の北西には炭川があり、この先を越えると板橋新都市が見える。駅の南東には城南大路があり、この先にはアパートが多く建ち並んでいる。
- 韓国ジョブワールド（朝鮮語版）
- ロッテ百貨店盆唐店
- マル公園
- 盆唐高等学校（朝鮮語版）
- 盆唐区庁[4]
- 盆唐中央公園
- セビョクワールド教会
- HUNUSエンターテインメント（朝鮮語版）
- 城南薮内洞郵便局
- 城南自転車運転免許試験場
- 薮内1洞事務所
- 薮内2洞事務所
- 薮内3洞事務所
- 草林初等学校（朝鮮語版）
- ヘス児童青少年相談クリニック

## 隣の駅
韓国鉄道公社
 水仁・盆唐線
急行・緩行
書峴駅 (K228) - 薮内駅 (K229) - 亭子駅 (K230)